# Дельфін Клодель
Дельфін Клодель (23 березня 1996 , Ремірмон ) - французька лижниця. Учасниця зимових Олімпійських ігор 2018.

## Спортивна кар'єра
Дельфін Клодель взяла участь у шести чемпіонатах світу серед юніорів: у 2014, 2015 та 2016 роках - серед юніорок до 20 років, а у 2017, 2018 та 2019 роках – серед дівчат до 23 років.
У Кубку світу спортсменка дебютувала в грудні 2016 року, у французькому Ла-Клюзі вона пробігла мас-старт на 10 км і перший етап естафети 4×5 км.
2018 року Дельфін Клодель ввели до складу збірної Франції на Олімпійські ігри в Пхьончхані. В особистих перегонах на 10 км із роздільним стартом вона показала лише 57-й час. А ще спортсменка бігла на завершальному етапі естафети, в якій француженки посіли 12-те місце.
У дебютних для себе перегонах на чемпіонатах світу — кваліфікаційному забігу в спринті, що відбувся в лютому 2019 року в австрійському Зеефельді, — спортсменка показала 35-й час і не змогла пробитися до чвертьфіналу. А ще на тому чемпіонаті вона взяла участь у скіатлоні, де посіла 31-ше місце, і естафеті, в якій француженки фінішували 8-ми.
У січні 2021 року Клодель фінішувала третьою у фінальній перегонах Тур де Скі, вперше у своїй кар'єрі зійшовши на п'єдестал пошани на етапах Кубка світу. У загальному заліку всієї багатоденки француженка посіла 16-те місце.
На чемпіонаті світу 2021 року в Оберстдорфі Клодель єдиною з француженок взяла участь у скіатлоні 7,5+7,5 км і, посівши 7-ме місце, показала найкращий для себе результат на такому високому рівні.

## Результати за кар'єру
Усі результати наведено за даними Міжнародної федерації лижного спорту.

### Олімпійські ігри
| Рік  | Вік | 10 км індивідуальні пер. | 15 км скіатлон | 30 км мас-старт | Спринт | 4 × 5 км естафета | Командна першість спринт |
| ---- | --- | ------------------------ | -------------- | --------------- | ------ | ----------------- | ------------------------ |
| 2018 | 21  | 57                       | —              | —               | —      | 12                | —                        |

### Чемпіонати світу
| Рік  | Вік | 10 км індивідуальні пер. | 15 км скіатлон | 30 км мас-старт | Спринт | 4 × 5 км естафета | Командна першість спринт |
| ---- | --- | ------------------------ | -------------- | --------------- | ------ | ----------------- | ------------------------ |
| 2019 | 22  | —                        | 31             | —               | 35     | 8                 | —                        |
| 2021 | 24  | 22                       | 7              | 17              | —      | —                 | —                        |

### Кубки світу

#### Підсумкові місця в Кубку світу за роками
| Сезон | Вік | Місце в дисципліні | Місце в дисципліні | Місце в дисципліні | Місце в дисципліні | Місце в Скі Тур | Місце в Скі Тур | Місце в Скі Тур | Місце в Скі Тур   |
| Сезон | Вік | Загалом            | Дистанція          | Спринт             | Ю-23               | Nordic Opening  | Тур де Скі      | Скі Тур 2020    | Фінал Кубка світу |
| ----- | --- | ------------------ | ------------------ | ------------------ | ------------------ | --------------- | --------------- | --------------- | ----------------- |
| 2017  | 20  | НК                 | НК                 | НК                 | НК                 | —               | —               | Н/Д             | —                 |
| 2018  | 21  | НК                 | НК                 | НК                 | НК                 | НФ              | НФ              | Н/Д             | —                 |
| 2019  | 22  | 69                 | 52                 | 53                 | 11                 | —               | НФ              | Н/Д             | 49                |
| 2020  | 23  | 32                 | 26                 | 67                 | Н/Д                | —               | 23              | 16              | Н/Д               |
| 2021  | 24  | 26                 | 23                 | НК                 | Н/Д                | 43              | 16              | Н/Д             | Н/Д               |

#### П'єдестали в особистих дисциплінах
- 2 п'єдестали – (2 ЕКС)

| № | Сезон   | Дата          | Місце пров.            | Перегони          | Рівень           | Місце |
| - | ------- | ------------- | ---------------------- | ----------------- | ---------------- | ----- |
| 1 | 2020–21 | 10 січня 2021 | Val di Fiemme (Італія) | 10 км мас-старт В | Етап Кубка світу | 3-тє  |
| 2 | 2021–22 | 4 січня 2021  | Val di Fiemme (Італія) | 10 км мас-старт В | Етап Кубка світу | 3-тє  |